# Psychotria imthurniana
Psychotria imthurniana är en måreväxtart som beskrevs av Daniel Oliver. Psychotria imthurniana ingår i släktet Psychotria och familjen måreväxter. Inga underarter finns listade i Catalogue of Life.